# Symphonie no 8 de Beethoven
Pour les articles homonymes, voir Symphonie no 8.
 (octobre 2010).
Si vous disposez d'ouvrages ou d'articles de référence ou si vous connaissez des sites web de qualité traitant du thème abordé ici, merci de compléter l'article en donnant les références utiles à sa vérifiabilité et en les liant à la section « Notes et références ».
La Symphonie no 8, op. 93, en fa majeur, est la huitième symphonie de Ludwig van Beethoven. Elle fut composée en 1812, et créée à Vienne le 27 février 1814.

## Contexte
Il a toujours été difficile pour les musicologues de ranger Ludwig van Beethoven parmi les « classiques » ou parmi les « romantiques ». Néanmoins, du point de vue formel, surtout lors de la dernière période, Beethoven tend vers un classicisme toujours plus abouti, dans la mesure où il approfondit les techniques développées par ses prédécesseurs classiques, Mozart et surtout Haydn, dans leurs dernières limites[source insuffisante].
Sa production symphonique est symptomatique de cet « enjambement » entre la rigueur classique et l’exaltation et la poésie romantique. Ainsi, si ses première et deuxième symphonies sont assez caractéristiques du romantisme naissant, notamment à travers certains jeux sur les ambiguïtés tonales et dans une écriture relativement relâchée, Beethoven développe progressivement ses symphonies dans un classicisme formel de plus en plus abouti. Beethoven écrivit, en 1812, cette nouvelle symphonie qui met ce point encore plus en évidence. Quoique plus discrète que les trois précédentes, elle n'apparaît pas moins comme l'une des symphonies les plus abouties de Beethoven (même s'il semble difficile d'affirmer qu'aucune des symphonies de Beethoven ne soit pas aboutie), explorant notamment des tensions harmoniques dans l'enchaînement des tonalités de façon tout à fait singulière, voire unique. Celle-ci dure à peu près 26 minutes, soit sensiblement la même durée que la cinquième symphonie, qui porte elle aussi certaines techniques classiques dans ses ultimes retranchements (on pense bien entendu à l'écriture motivique).

## Structure
Son découpage en quatre mouvements est :
1. Allegro vivace e con brio (fa majeur, à 3/4)
2. Allegretto scherzando (si bémol majeur, à 2/4)
3. Tempo di menuetto (fa majeur, à 3/4)
4. Allegro vivace (fa majeur, à 2/2)

On y retrouve en outre, à la fois dans la forme et dans le fond, des éléments mozartiens, voire haydniens : la précision d'horloger du mouvement lent, le semblant de menuet (un style XVIIIe siècle très revisité) qui compose le troisième mouvement en lieu et place du scherzo habituel chez Beethoven, la prééminence du finale sur le reste de l’œuvre (qui évoque beaucoup la Symphonie no 41 « Jupiter » de Mozart).[réf. nécessaire]
Pour cette raison, la « Petite symphonie » (comme disait lui-même Beethoven) ne remporta pas le même succès que la Septième, écrite quelques semaines auparavant ; elle ne fut reconnue comme chef d’œuvre qu’à partir de la guerre par un public dont le goût romantique n’était plus au goût du jour.
Cependant, une analyse musicale plus fine met à mal l'idée d’une symphonie de régression vers un âge plus spirituel. Le premier mouvement et le finale font intervenir, l'un un thème principal rythmiquement très dynamique, et l’autre un ut dièse étranger qui installe un tumulte, et un mélange structurel des formes sonate et rondo.
Quelques remarques sur la symphonie (tirées du chapitre consacré à la huitième symphonie dans le Guide illustré de la musique symphonique de Beethoven de Michel Lecompte ed. Fayard)
- C'est la seule symphonie du compositeur (et peut-être la seule dans l'histoire de la symphonie en quatre mouvements) à ne pas comporter de mouvement lent ce qui confirme sa réputation d'œuvre légère car il est remplacé par un allegretto scherzando pétillant, fantaisiste, et comique (comme le fortissimo inattendu des violons à la mesure 23), d'ailleurs ce mouvement a pour thème un canon composé quelque temps auparavant par Beethoven pour l'anniversaire de son ami Johann Nepomuk Mælzel (l'inventeur du métronome). Néanmoins il convient de ne pas exagérer cette singularité. Notamment on se rappelle que le fameux mouvement lent de la 7e symphonie est aussi un allegretto et cet allegretto scherzando est bien un mouvement lent dans son caractère.

- C'est la seule symphonie de Beethoven qui comporte un menuet, les huit autres comportant des scherzos (le menuet de la première symphonie est en réalité un scherzo, son tempo étant beaucoup trop rapide pour une danse à trois temps).

- Le finale est un « prodigieux finale, une des pages les plus hardies de Beethoven » selon Igor Markevitch. On peut noter que Beethoven s'écarte temporairement du système tonal autour des mesures 307-336 en employant des modes anciens, anticipation du mode lydien utilisé plus tard dans l'adagio du quinzième quatuor. Le thème principal, que l'on entend à plusieurs reprises, est joué d'abord pianissimo par les cordes seules jusqu'à son interruption par une énorme "fausse note", puis il est repris fortissimo par tout l'orchestre. Sa coda rappelle enfin, de manière plus condensée et moins spectaculaire, celle de la fameuse Cinquième par sa succession d'accords de tonique.